# Critical Incident Response Group

FBI-Siegel

Die Critical Incident Response Group (CIRG) ist die zentrale Krisen-Interventions-Abteilung des Federal Bureau of Investigation (FBI) der Vereinigten Staaten. Sie wurde 1994 als Reaktion auf den anhaltenden öffentlichen Druck, bedingt durch die desaströse Krisenhandhabung der Vorfälle in Ruby Ridge (Idaho) und Waco (Texas), unter der Leitung von Robin Montgomery, einem der erfahrensten FBI-Veteranen, eingerichtet.

## Auftrag
Aufgabe des CIRG ist die Entwicklung effizienter Krisenbewältigungsstrategien und  adäquater Handhabung von Geisel- und Belagerungs-Situationen. Grundsätzlich steht der menschenmögliche Schutz der Geiseln im Vordergrund, wie der damalige Direktor des FBI, Louis Freeh, während einer Senatsanhörung 1995 bekräftigte. Dabei sollen sämtliche taktischen und ermittlungstechnischen Ressourcen der einzelnen polizeilichen Vollzugsorgane unter einer Leitstelle gebündelt werden, um im Krisenfall sofort landesweit auf terroristische Aktivitäten aller Art, Geiselnahmen und andere die innere Sicherheit der USA gefährdende Situationen optimal reagieren zu können. Das CIRG ist auch bei gravierenden Zwischenfällen wie Gefängnisrevolten, Bombendrohungen, Gefährdungslagen im Verkehrswesen (beispielsweise Flugzeug- oder Zugentführungen) und Naturkatastrophen zuständig.

## Organisation
Das CIRG besteht aus drei Unterabteilungen, die gemeinsam sowohl den einzelnen FBI-Agenten vor Ort (den 56 FBI-field-offices), als auch US-Bundesstaaten, oder lokale und internationale Polizeiorgane mit ihrem Einsatz- und Ausbildungsmöglichkeiten sowie konzentriertem Fachwissen unterstützt.  

### „Operations Support Branch“
- „Crisis Negotiation Unit“ („Krisen-Verhandlungs-Gruppe“)
- „Crisis Management Unit“ („Krisen-Management-Gruppe“)
- „Rapid Deployment Logistics Unit“ („Schnelle Logistik-Bereitstellungs-Gruppe“)

### „Tactical Support Branch“
- Hostage Rescue Team, ein überregionales FBI-SWAT (Spezialeinheit), das innerhalb von 4 Stunden landesweit verlegbar ist.

### „National Center for the Analysis of Violent Crime“ (NCAVC)
- „Behavioral Analysis Unit“ (BAU) („Verhaltensanalyse-Gruppe“)
- „Child Abduction Serial Murder Investigative Resources Center“ (CASMIRC)  (etwa „Ermittlungszentrum für Kindesentführung und Serien-Mörder“)
- „Violent Criminal Apprehension Program“ (VICAP)  („Gewalttäter-Festnahme“-, beziehungsweise „Zugriffs-Programm“)